# Watanabeopetalia atkinsoni
Watanabeopetalia atkinsoni е вид водно конче от семейство Cordulegastridae. Видът не е застрашен от изчезване.

## Разпространение
Разпространен е в Индия (Асам, Западна Бенгалия, Мегхалая и Утар Прадеш), Непал и Тайланд.